# Neil Fanning
Neil Fanning (Brisbane; 12 de abril de 1967) es un actor australiano. Fanning prestó su voz para Scooby-Doo en las películas con personajes reales de Scooby-Doo.

## Filmografía
| Año  | Película                       | Papel         | Notas               |
| ---- | ------------------------------ | ------------- | ------------------- |
| 1998 | Chameleon                      | Agente de IVY |                     |
| 2002 | Scooby-Doo                     | Scooby-Doo    | Voz                 |
| 2002 | Ghost Ship                     |               | Doble de acrobacias |
| 2002 | Cazador de cocodrilos          |               | Doble de acrobacias |
| 2004 | Scoby-Doo 2: Monstruos Sueltos | Scooby-Doo    | Voz                 |